# Lilioideae
Sous-famille
Les Lilioideae sont une sous-famille de plantes monocotylédones à bulbe appartenant à la famille des Liliacées de l'ordre Liliales.

## Taxonomie
La sous-famille Lilioideae est créée en 1836 par le botaniste américain Amos Eaton. Son spécimen type  est le genre Lilium.

## Liste des genres
La liste des genres est la suivante :
- Tribu Lilieae
  - Fritillaria Tourn. ex L., 1753
  - Lilium Tourn. ex L., 1753
- Tribu Tulipeae
  - Erythronium L., 1753
  - Gagea Salisb., 1806
  - Tulipa L., 1753
- Autres
  - Amana Honda, 1935 (incluse dans Tulipa par Angiosperm Phylogeny Website)
  - Cardiocrinum (Endl.) Lindl., Veg. Kingd., 1847
  - Notholirion Wall. ex Boiss., 1882